# Humphrey Hody
Humphrey Hody (1659)- 20 janvier 1707) est un érudit et théologien anglais.

## Biographie
Il est né à Odcombe dans le Somerset en 1659. En 1676, il entre au Wadham College d'Oxford, dont il devient membre en 1685. En 1692, il devient aumônier d'Edward Stillingfleet, évêque de Worcester, et pour son soutien au parti au pouvoir dans une controverse avec Henry Dodwell concernant les évêques non jurés, il est nommé aumônier de l'archevêque John Tillotson, fonction qu'il continue à occuper sous Thomas Tenison.
En 1698, il est nommé professeur regius de grec à Oxford et, en 1704, il est nommé archidiacre d'Oxford.

## Travaux
En 1684, il publie Contra historiam Aristeae de LXX. performibus dissertatio, dans laquelle il soutient que la soi-disant « Lettre d'Aristée », contenant un récit de la production de la Septante, est un faux tardif d'un juif hellénique, diffusé à l'origine pour donner autorité à cette version. La thèse est généralement considérée comme concluante, bien qu'Isaac Vossius ait publié une réponse colérique et calomnieuse dans l'annexe de son édition de Pomponius Mela,.
En 1689, Hody écrit les Prolégomènes de la chronique grecque de Jean Malalas, publiée à Oxford en 1691. En 1701, il publie A History of English Councils and Convocations  et en 1703 en quatre volumes De Bibliorum textis originalibus  dans lequel il inclut une révision de son travail sur la Septante et publie une réponse à Vossius.
Un ouvrage, De Graecis Illustribus, qu'il laisse sous forme manuscrite, est publié en 1742 par Samuel Jebb, qui y fait figurer en annexe une vie latine de l'auteur.